# Montenegro i olympiska sommarspelen 2008
Montenegro i olympiska sommarspelen 2008 bestod av 31 idrottare som blivit uttagna av Montenegros olympiska kommitté.

## Boxning
- Huvudartikel: Boxning vid olympiska sommarspelen 2008

| Tävlande        | Viktklass | Sextondelsfinal          | Åttondelsfinal       | Kvartsfinal          | Semifinal            | Final                |
| Tävlande        | Viktklass | Motståndare Resultat     | Motståndare Resultat | Motståndare Resultat | Motståndare Resultat | Motståndare Resultat |
| --------------- | --------- | ------------------------ | -------------------- | -------------------- | -------------------- | -------------------- |
| Milorad Gajović | Tungvikt  | Ilias Pavlidis (GRE) 3:7 | Gick inte vidare     | Gick inte vidare     | Gick inte vidare     | Gick inte vidare     |

## Friidrott
- Huvudartikel: Friidrott vid olympiska sommarspelen 2008

Förkortningar
- Noteringar – Placeringarna avser endast löparens eget heat
- Q = Kvalificerad till nästa omgång
- q = Kvalificerade sig till nästa omgång som den snabbaste idrottaren eller, i fältgrenarna, via placering utan att uppnå kvalgränsen.
- NR = Nationellt rekord
- N/A = Omgången ingick inte i grenen
- Bye = Idrottaren behövde inte delta i denna omgång

Herrar
Bana och landsväg
| Idrottare          | Gren    | Final    | Final     |
| Idrottare          | Gren    | Resultat | Placering |
| ------------------ | ------- | -------- | --------- |
| Goran Stojiljković | Maraton | 2:28:14  | 62        |

Damer
Bana & landsväg
| Idrottare        | Gren  | Heat     | Heat      | Kvartsfinal      | Kvartsfinal      | Semifinal        | Semifinal        | Final            | Final            |
| Idrottare        | Gren  | Resultat | Placering | Resultat         | Placering        | Resultat         | Placering        | Resultat         | Placering        |
| ---------------- | ----- | -------- | --------- | ---------------- | ---------------- | ---------------- | ---------------- | ---------------- | ---------------- |
| Milena Milašević | 100 m | 12.65    | 8         | Gick inte vidare | Gick inte vidare | Gick inte vidare | Gick inte vidare | Gick inte vidare | Gick inte vidare |

## Judo
Herrar
| Idrottare        | Gren                     | Inledande omgång        | Sextondelsfinal          | Åttondelsfinal          | Kvartsfinal              | Semifinal            | Återkval 1           | Återkval 2                 | Återkval 3           | Final / BM           | Final / BM       |
| Idrottare        | Gren                     | Motståndare Resultat    | Motståndare Resultat     | Motståndare Resultat    | Motståndare Resultat     | Motståndare Resultat | Motståndare Resultat | Motståndare Resultat       | Motståndare Resultat | Motståndare Resultat | Placering        |
| ---------------- | ------------------------ | ----------------------- | ------------------------ | ----------------------- | ------------------------ | -------------------- | -------------------- | -------------------------- | -------------------- | -------------------- | ---------------- |
| Srđan Mrvaljević | Halv mellanvikt (-81 kg) | Badra (TUN) W 0020–0010 | Nchama (GEQ) W 1011–0000 | Guo L (CHN) W 0111–0001 | Elmont (NED) L 0000–0010 | Gick inte vidare     | BYE                  | Nyamkhüü (MGL) L 0000–1002 | Gick inte vidare     | Gick inte vidare     | Gick inte vidare |

## Simning
- Huvudartikel: Simning vid olympiska sommarspelen 2008

## Skytte
- Huvudartikel: Skytte vid olympiska sommarspelen 2008

## Vattenpolo
- Huvudartikel: Vattenpolo vid olympiska sommarspelen 2008